# مگان کلر
مگان کلر (انگلیسی: Megan Keller؛ زادهٔ ۱ مهٔ ۱۹۹۶) بازیکن هاکی روی یخ اهل ایالات متحده آمریکا است.